# Gare de Miniac
Gare de Miniac – przystanek kolejowy w Miniac-Morvan, w departamencie Ille-et-Vilaine, w regionie Bretania, we Francji. Jest zarządzany przez SNCF i przez RFF (infrastruktura).
Został otwarty w 1879 roku przez Compagnie des chemins de fer de l'Ouest. Jest obsługiwany przez pociągi TER Bretagne.

## Położenie
Przystanek znajduje się na linii Lison – Lamballe, w km 150,572, pomiędzy stacjami Plerguer i Pleudihen, na wysokości 24 m n.p.m.

## Linie kolejowe
- Lison – Lamballe
- Miniac-Morvan – La Gouesnière - Cancale - Saint-Méloir